# Olympische Sommerspiele 2024/Surfen
Bei den Olympischen Spielen 2024 in Paris wurden zwei Wettbewerbe im Surfen ausgetragen. Die Wettbewerbe wurden vom 27. Juli bis zum 6. August 2024 in Französisch-Polynesien vor dem Surfort Teahupoʻo auf Tahiti ausgetragen.

## Bilanz

### Medaillenspiegel
| Platz  | Land               | Gold | Silber | Bronze | Gesamt |
| ------ | ------------------ | ---- | ------ | ------ | ------ |
| 1      | Frankreich         | 1    | –      | 1      | 2      |
| 2      | Vereinigte Staaten | 1    | –      | –      | 1      |
| 3      | Brasilien          | –    | 1      | 1      | 2      |
| 4      | Australien         | –    | 1      | –      | 1      |
| Gesamt | Gesamt             | 2    | 2      | 2      | 6      |

### Medaillengewinner
| Disziplin         | Gold                 | Silber                    | Bronze               |
| ----------------- | -------------------- | ------------------------- | -------------------- |
| Männer Shortboard | Kauli Vaast (FRA)    | Jack Robinson (AUS)       | Gabriel Medina (BRA) |
| Frauen Shortboard | Caroline Marks (USA) | Tatiana Weston-Webb (BRA) | Johanne Defay (FRA)  |

## Zeitplan
| R1 | Runde 1 | R2 | Runde 2 | R3 | Runde 3 | VF | Viertelfinale | HF | Halbfinale |  | Medaillenentscheidung |

| Wettbewerbe       | Juli 2024 | Juli 2024 | Juli 2024 | Juli 2024 | Juli 2024 | August 2024 | August 2024 | August 2024 | August 2024 | August 2024 | August 2024 | August 2024 |
| Wettbewerbe       | 27.       | 28.       | 29.       | 30.       | 31.       | 1.          | 2.          | 3.          | 4.          | 5.          | 6.          |             |
| ----------------- | --------- | --------- | --------- | --------- | --------- | ----------- | ----------- | ----------- | ----------- | ----------- | ----------- | ----------- |
| Männer Shortboard | R1        | R2        | R3        | vertagt   | vertagt   | VF          |             | vertagt     | vertagt     | HF          |             |             |
| Frauen Shortboard | R1        | R2        |           | vertagt   | vertagt   | R3          | VF          | vertagt     | vertagt     | HF          |             |             |
| Entscheidungen    | 0         | 0         | 0         | 0         | 0         | 0           | 0           | 0           | 0           | 0           | 2           |             |

## Qualifikation
Folgende Nationen waren für die Wettbewerbe qualifiziert:
| Nation             | Männer | Frauen | Quotenplätze |
| ------------------ | ------ | ------ | ------------ |
| Australien         | 2      | 2      | 4            |
| Brasilien          | 3      | 3      | 6            |
| China              |        | 1      | 1            |
| Costa Rica         |        | 1      | 1            |
| Deutschland        | 1      | 1      | 2            |
| El Salvador        | 1      |        | 1            |
| Frankreich         | 2      | 2      | 4            |
| Indonesien         | 1      |        | 1            |
| Israel             |        | 1      | 1            |
| Italien            | 1      |        | 1            |
| Japan              | 3      | 1      | 4            |
| Kanada             |        | 1      | 1            |
| Marokko            | 1      |        | 1            |
| Mexiko             | 1      |        | 1            |
| Neuseeland         | 1      | 1      | 2            |
| Nicaragua          |        | 1      | 1            |
| Peru               | 2      | 1      | 3            |
| Portugal           |        | 2      | 1            |
| Spanien            | 1      | 2      | 3            |
| Südafrika          | 2      | 1      | 3            |
| Vereinigte Staaten | 2      | 3      | 6            |
| Gesamt: 21 NOKs    | 24     | 24     | 48           |